# Beffroi de Fougères
Le beffroi de Fougères est une tour-horloge construite à partir de la fin du XIVe siècle dans la ville close de Fougères. Bien que dénué de cadran d'horloge, cet édifice compte un timbre et des cloches qui rythment la vie de la cité fougeraise depuis plus de six cents ans. Avec l'ancienne Tour de l'horloge de Rennes aujourd'hui disparue, celle de Dinan, il trace la ligne avancée occidentale de la zone de diffusion des tours de l'horloge et beffrois médiévaux. C'est actuellement le plus ancien beffroi conservé en Bretagne.

## Localisation
Le beffroi de Fougères est situé ville haute, à l'angle de la place Jean Guéhenno et de la rue du Beffroi. Cette dernière rue a porté autrefois les noms de rue du Boële, rue Marat en 1794, puis rue de l'Horloge.

## Histoire
La grosse cloche conservée dans le Beffroi de Fougères porte l'inscription suivante: "L'an mil ccc IIIIx et VIII me firent fere les bourgeys de Foulgères et me nomma Rolland Chapelle", laissant supposer qu'antérieurement à cette date les bourgeois de Fougères avaient déjà songé à ériger un édicule destiné à conserver un vase sonore devant rythmer la vie de la cité ou témoigner de leur sollicitude pour l'administration des affaires communes. Le bâtiment que nous pouvons aujourd'hui admirer est le fruit architectonique d'une lente maturation s'étant opérée sur plus d'un siècle et ayant cherché à concilier trois objectifs distincts.

### Une triple vocation
Le Beffroi de Fougères se veut l'affirmation du pouvoir naissant de la bourgeoisie drapante fougeraise face à la manifestation dans la pierre du poids d'institutions déjà établies de longue date dans la cité, à savoir l'Église et ses clochers, et le pouvoir seigneurial symbolisé par le donjon du château. La construction de l'édifice s'inscrit dans la continuité de l'érection des remparts ceinturant la ville neuve, avant que la communauté de ville ne décide de se doter d'un hôtel de ville au XVIe siècle.
Si l'Église finira par gagner dans la course vers les sommets, le clocher de Saint-Léonard dépassant de quelques mètres la flèche du beffroi, les bourgeois auront néanmoins réussi à enclencher le mécanisme de sécularisation d'un temps jusqu'alors rythmé par les offices, fêtes et calendrier chrétiens.
Élément de prestige, marqueur temporel de l'espace social, le beffroi a joué également le rôle de vigie contre le feu. Il constituait ainsi une tour de guet au milieu d'un parcellaire médiéval de maisons à pans de bois facilement inflammables.

### Chronologie
- 1304 : date ornant le timbre du beffroi[2].
- 1347 : première mention de bourgeois à Fougères[5].
- 1397 : construction vraisemblablement du socle carré portant le beffroi et date portée par la plus grosse cloche[6].
- 1492-1508 : l'étage octogonal est érigé.
- 1558 : la charpente de la flèche couronnant le beffroi est réparée et le coq redoré[7].
- 1666 : date inscrite sur la petite cloche[2].
- 1708 : seconde réfection de la flèche après qu'elle a été renversée par la grande tempête de 1705[8].
- Début XXe : la flèche est restaurée pour la troisième fois.
- 1er septembre 1922 : classement du beffroi au titre des monuments historiques[9].

## Description

### Le socle

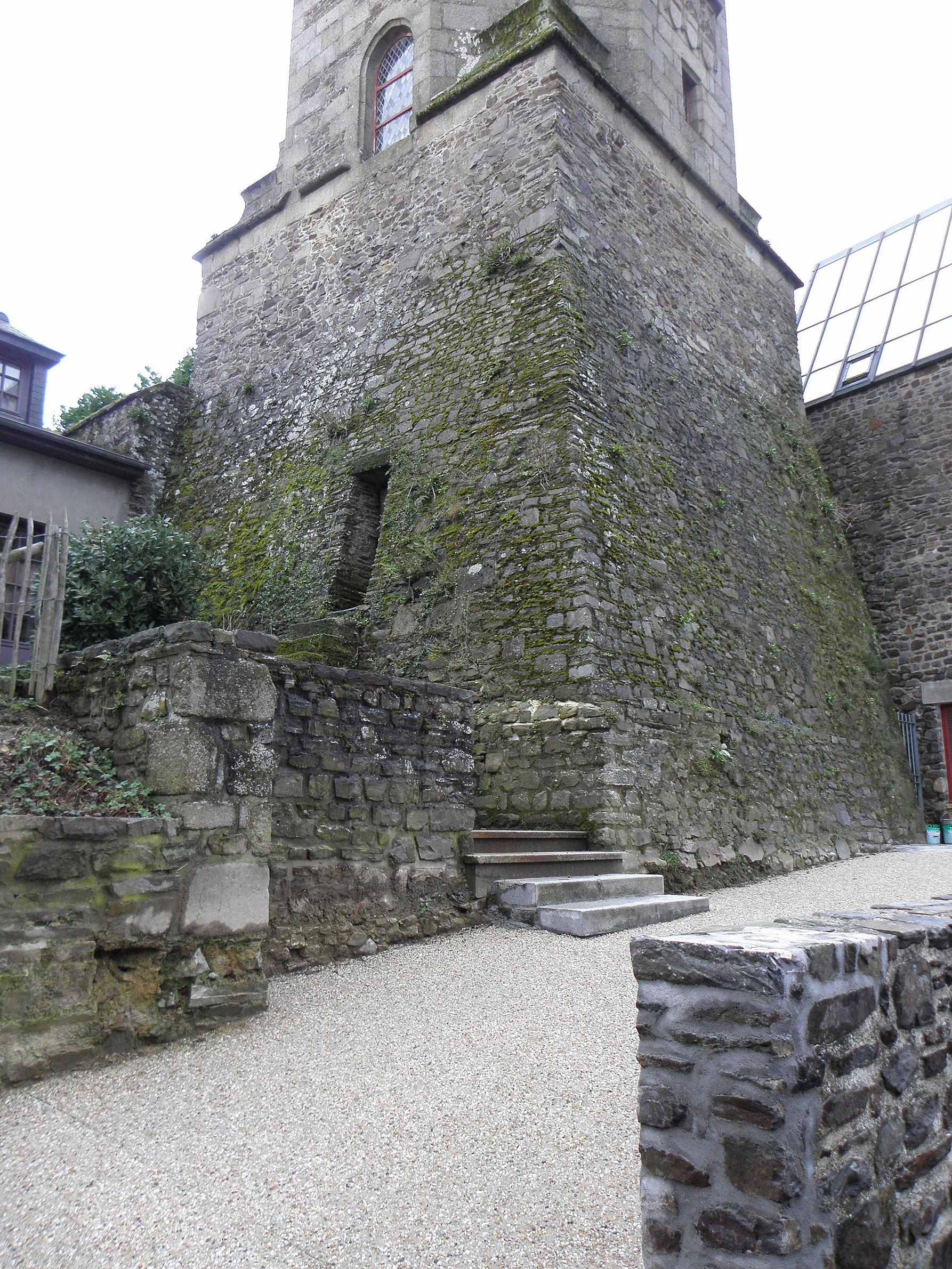

Le beffroi de Fougères présente une base carrée, construite en cornéenne, pierre d'extraction locale. Cette roche métamorphique, très dure, extraite des carrières du Rocher Coupé ou de la Rue de Savigny, présente la particularité de ne pouvoir être taillée que très difficilement. Ayant tendance à éclater, la cornéenne constitue cependant le matériau de base de la construction fougeraise, qui, à défaut de permettre un appareillage soigné, est assemblé à raison de moellons grossiers et irréguliers liés par des joints de mortier épais. Le socle du beffroi accuse un fruit certain sur ses faces orientale et méridionale, sur les deux tiers inférieurs de cet étage, afin d'assurer une assise stable et solide à l'ensemble de la construction. Les autres faces restant à l'aplomb, ces talus tendent à réduire la section carrée de l'ouvrage vers son angle nord-est. La porte d'accès au beffroi, à linteau droit, est percée dans la face ouest, légèrement décentrée vers la droite. 
Dénuée de toute ornementation, la base du beffroi de Fougères n'était assurément pas destinée à être vue. Masquée autrefois par un parcellaire médiéval en bois et torchis, puis par les halles de la fin du XIXe siècle à octobre 1987, son rôle est éminemment architectonique. Il consiste à porter l'étage noble d'un bâtiment matérialisant l'identité sinon l'orgueil urbains, le corps principal du bâtiment s'élevant par delà les toits des échoppes et habitations de la ville haute.

### Le corps principal

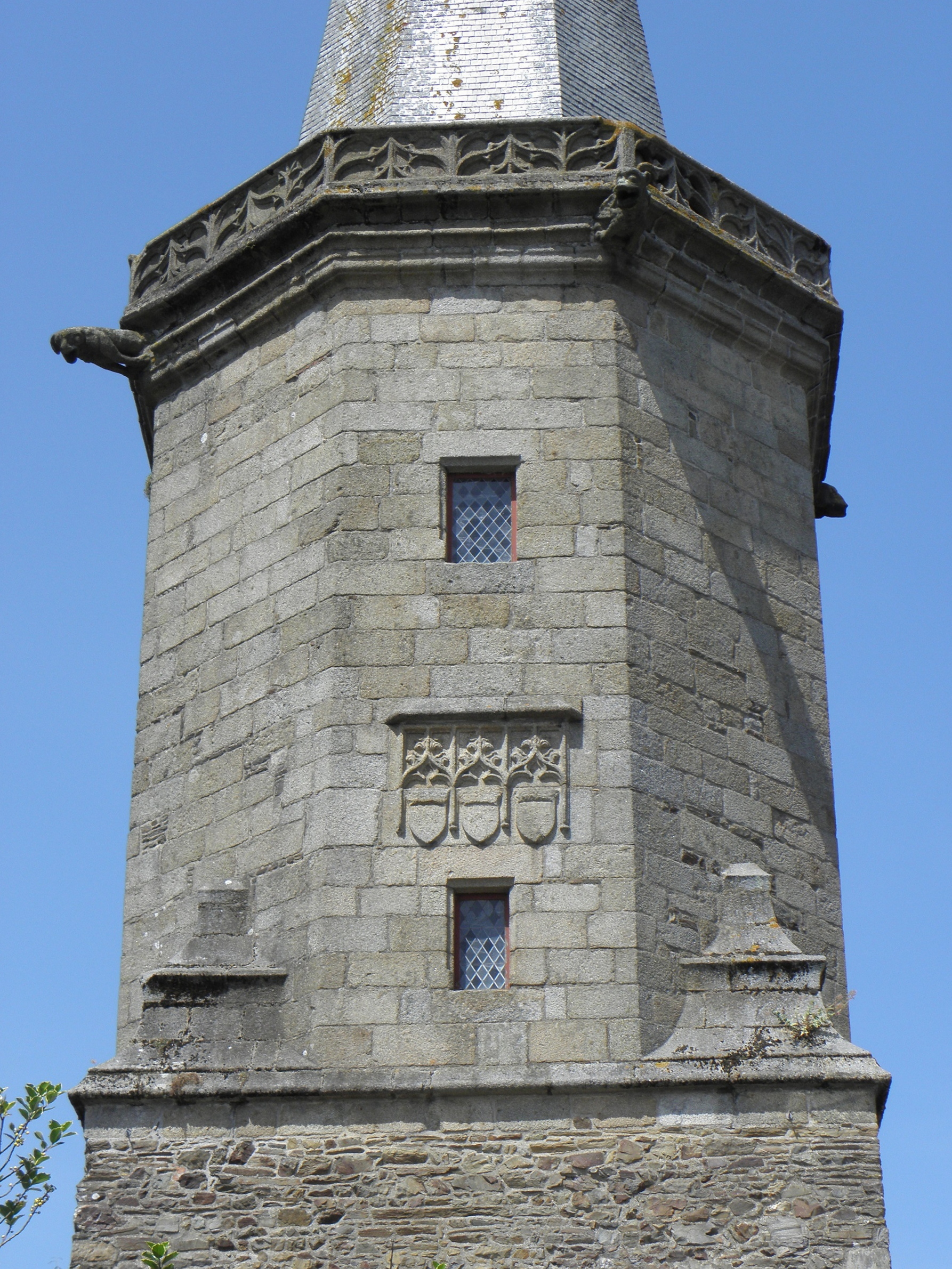

Le second niveau du beffroi contraste singulièrement avec son socle. De forme octogonale, il est presque intégralement construit en granite ocre-roux, taillé en pierres de taille, et extrait du Coglais ou de la région de Louvigné-du-Désert. L'octogone apparaît comme posé sur une première assise de granite couronnant le rez-de-chaussée. Un cordon mouluré matérialise la séparation avec le socle, quatre pyramidions à plusieurs ressauts assurant aux angles le passage du carré à l'octogone. Les percements effectués dans les faces ouest et sud de la tour laissent deviner une division du corps principal du beffroi en deux étages. La face sud, la plus ouvragée du bâtiment, présente avec les pans adjacents une stéréotomie remarquable, entièrement de granite. Pour les autres pans, l'architecte a opté pour un parti mixte: moellons de cornéenne au centre, en remplissage, et chainages d'angles en granite.
Cet étage est couronné par une forte corniche, agrémentée un angle sur deux par une gargouille et sommée d'un garde-corps aux motifs d'arcs en accolade empruntés au répertoire flamboyant.
Le reste du décor se concentre sur les faces occidentale et méridionale. La face ouest est percée d'une grande fenêtre ogivale et d'une ouverture rectangulaire. Au sud, entre deux fenêtres également rectangulaires trouvent place trois écus aujourd'hui buchés. Logés dans des arcs en accolade agrémentés de fleurons, ils devaient sans doute présenter les armes de la ville, du duché de Bretagne et de la France.

### La flèche

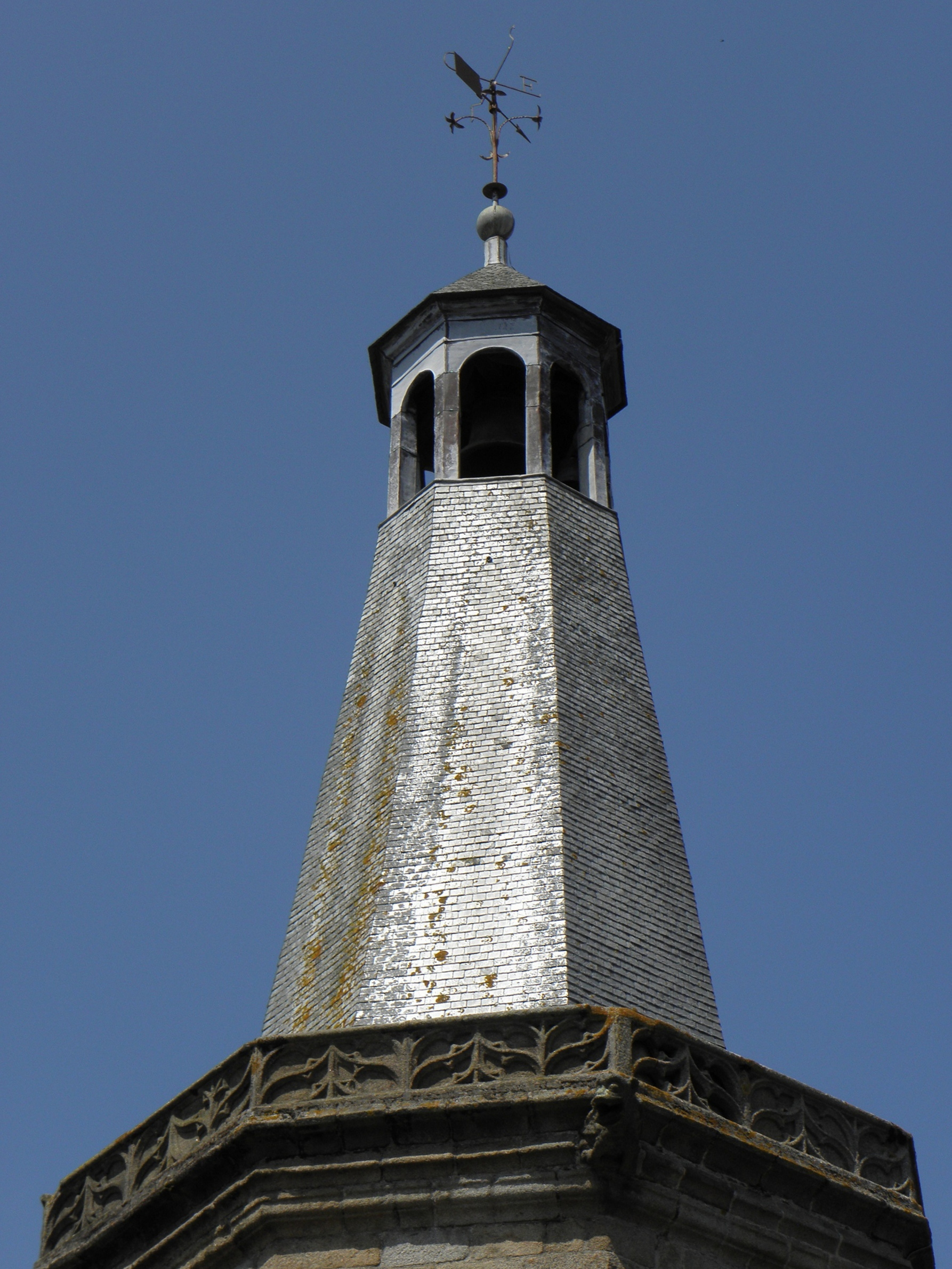

La flèche actuelle, en bois recouvert d'ardoise, date du début du XXe siècle. Il s'agit d'une pyramide tronconique à huit pans, dont l'élan ascensionnel est prolongé par un campanile aux arcades cintrées. Cet édicule, abritant trois cloches, est coiffé lui-même d'un pyramidion octogonal. Sommé d'une boule, il porte la girouette où initiales des points cardinaux le disputent avec quatre fleurs stylisées.

## Galerie

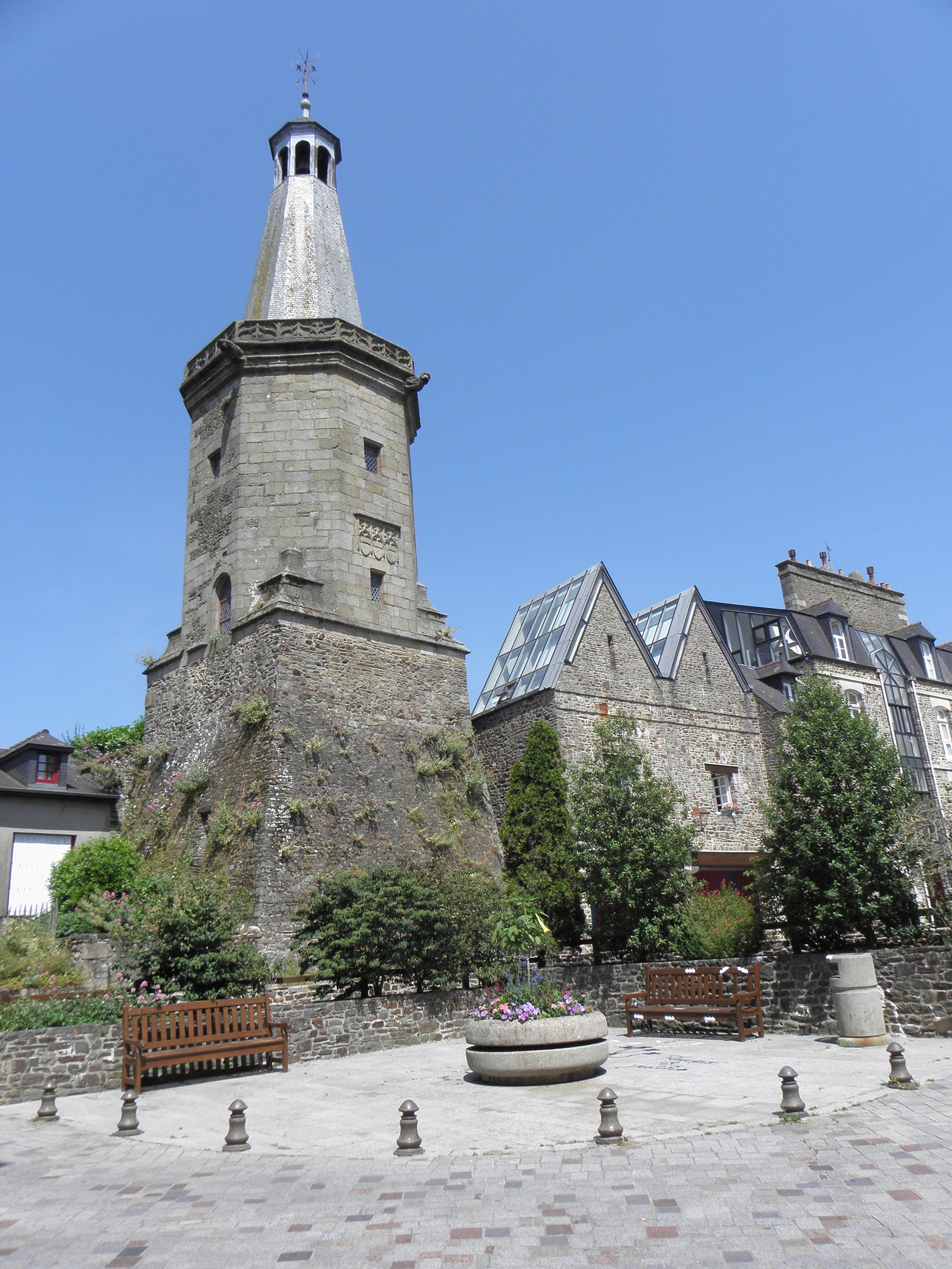
Le beffroi : sa base talutée est construite en moellons de cornéenne.
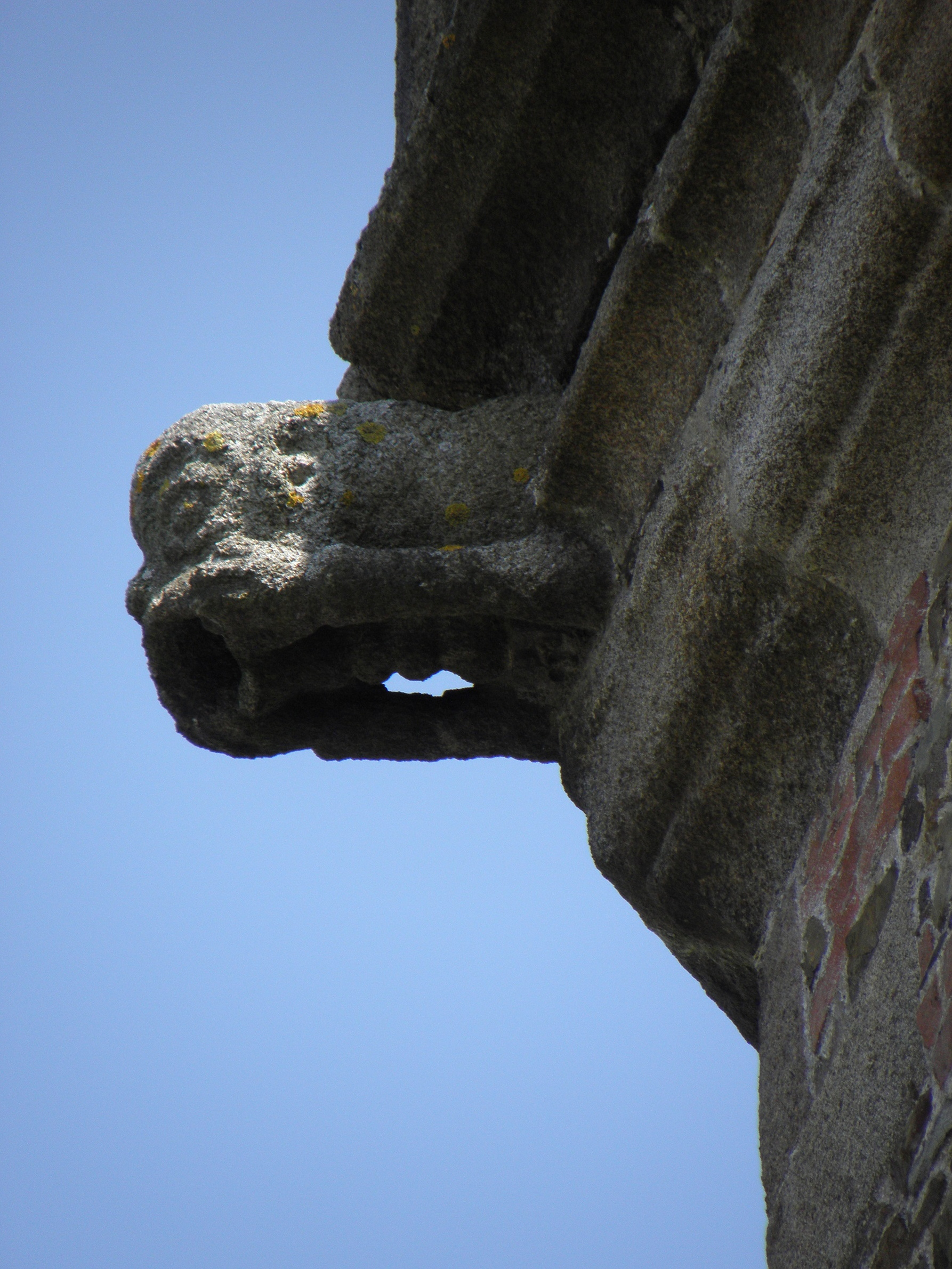
Gargouille du beffroi.
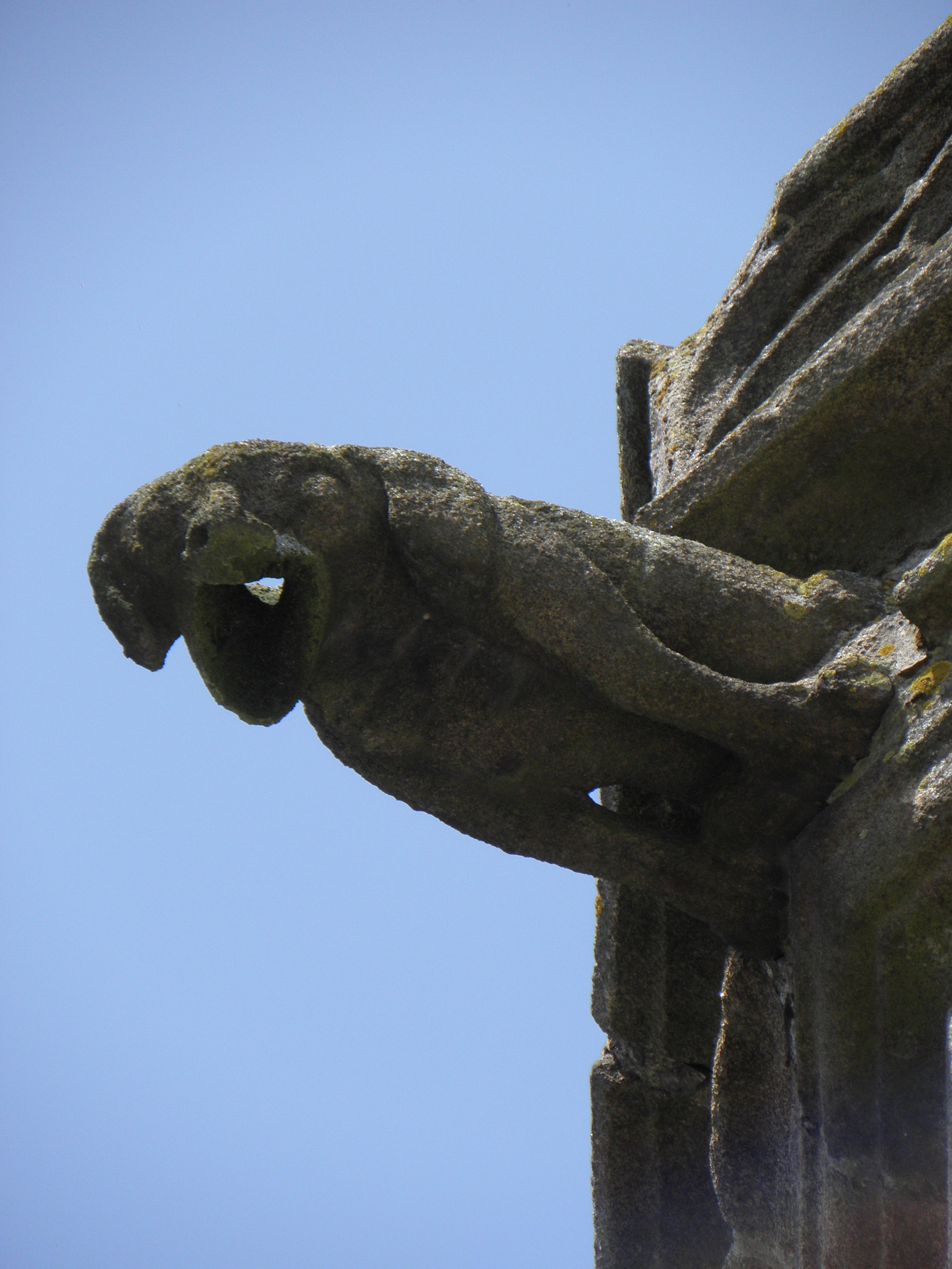
Autre gargouille.
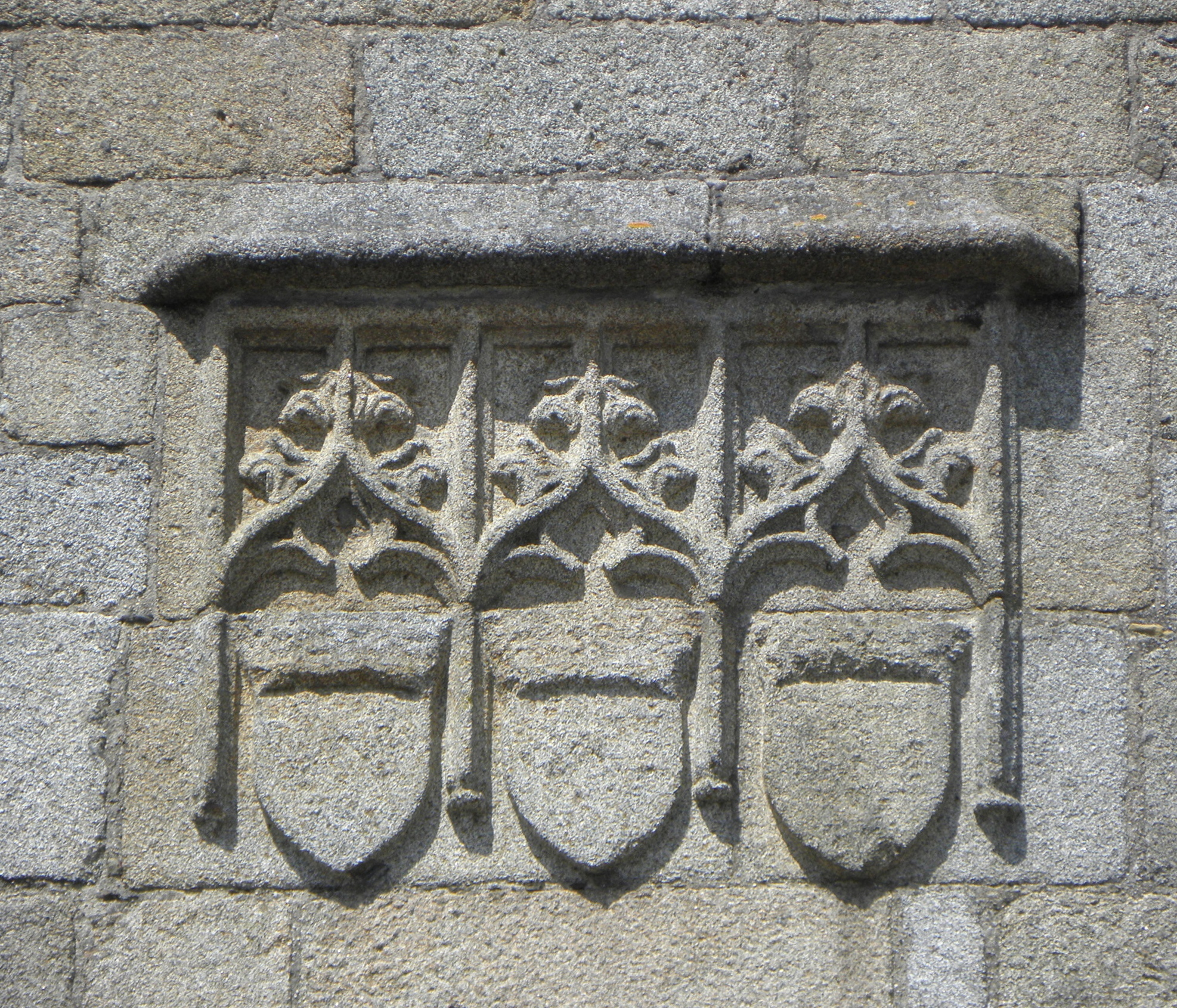
Blasons ornant la face sud.
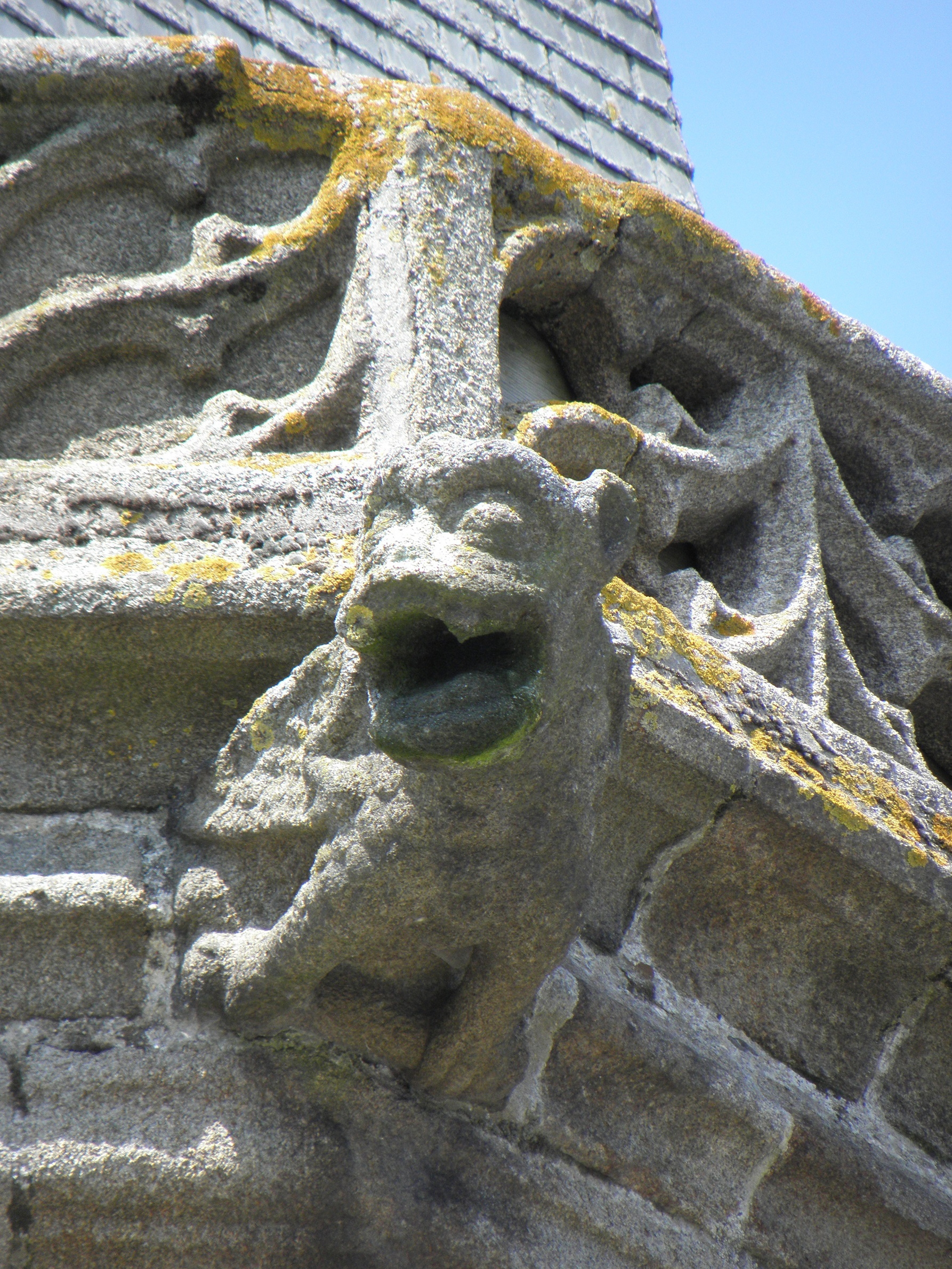
Gargouille et avant-corps.
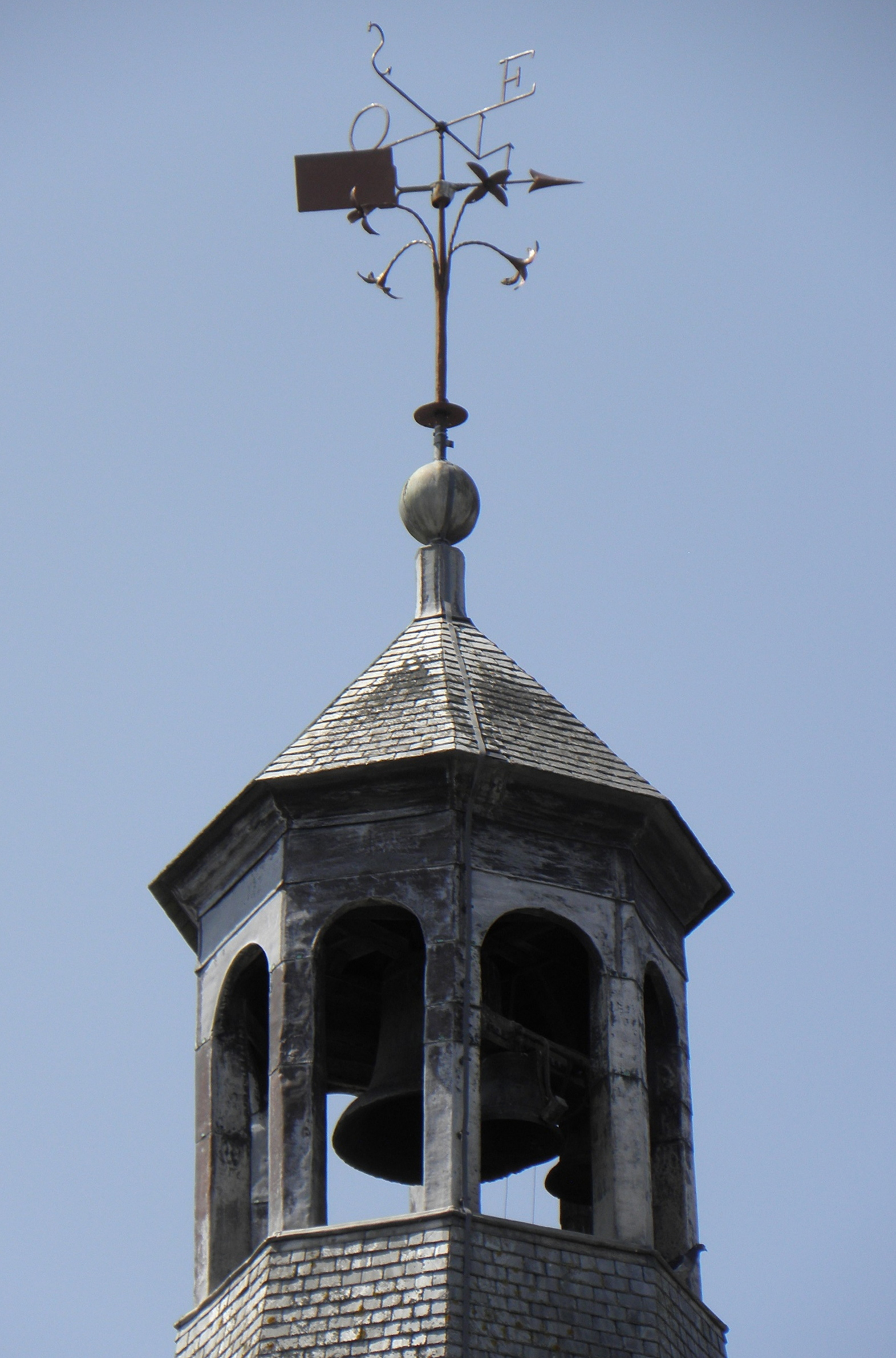
Le campanile et les cloches.
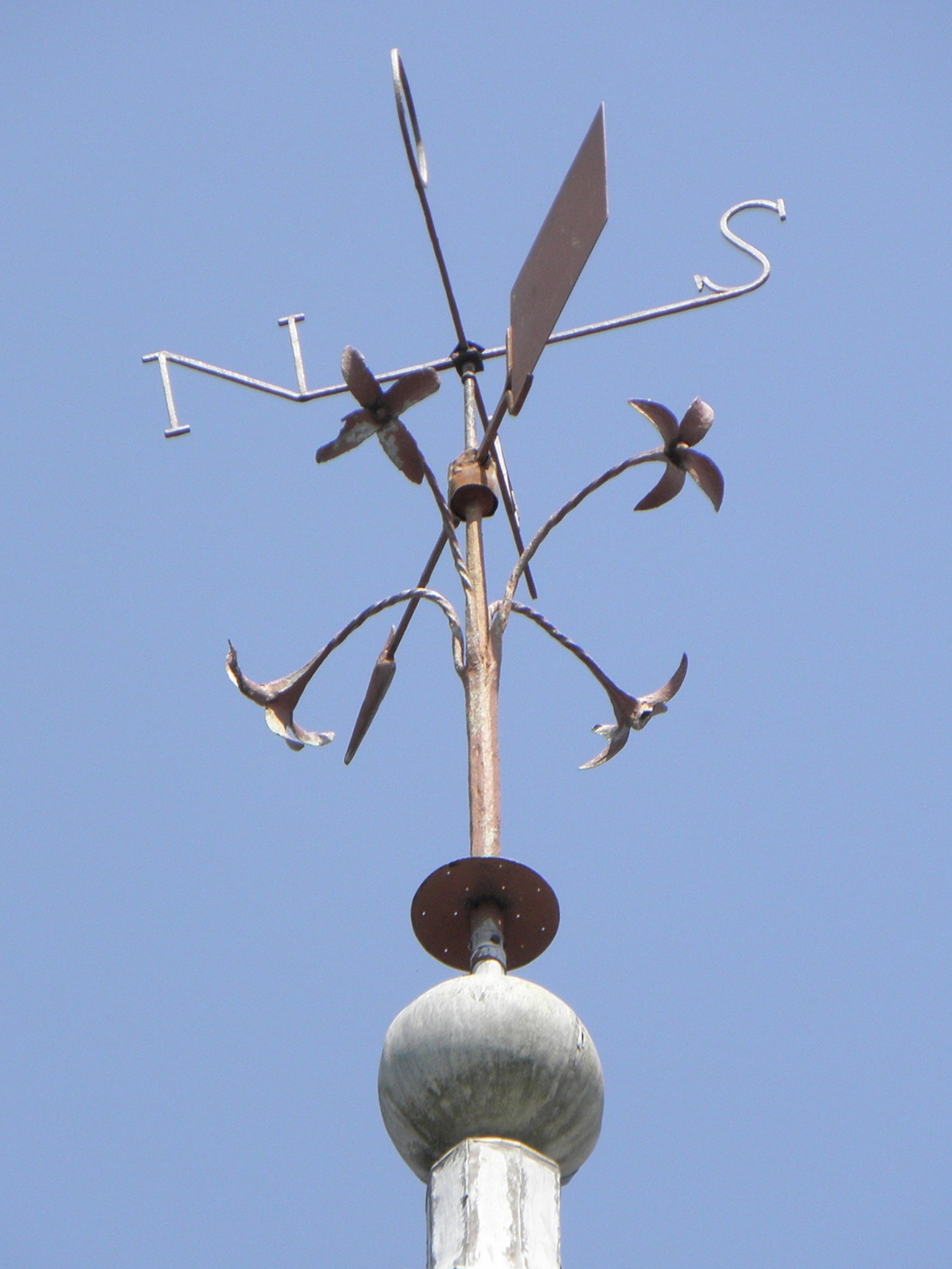
Girouette.